# أليخاندرو لونا
أليخاندرو لونا (بالإسبانية: Alejandro Luna)‏ هو رسام ومهندس معماري مكسيكي، ولد في 1 ديسمبر 1939 في مدينة مكسيكو في المكسيك.

## وصلات خارجية
- أليخاندرو لونا على موقع IMDb (الإنجليزية)
- أليخاندرو لونا على موقع قاعدة بيانات الفيلم (الإنجليزية)